# 心肌病
心肌病也称心肌病變，是一组由不同病因引起的心脏机械和电活动异常的异质性心肌疾病的通称，以心肌形态、结构和功能异常为特点。
心肌病在组织病理上，以心肌细胞发生变性、坏死为主，相对于心肌炎较无炎症变化，即使炎症性心肌病（inflammatory cardiomyopathy）也较初发急性心肌炎时较少炎症变化。心肌病概括分为：肥厚性心肌病、扩张型心肌病、限制型心肌病、致心律失常性心肌病，和未分类心肌病，约5种类型；但各国际学术单位的分类方法均不同。

## 體徵及症狀

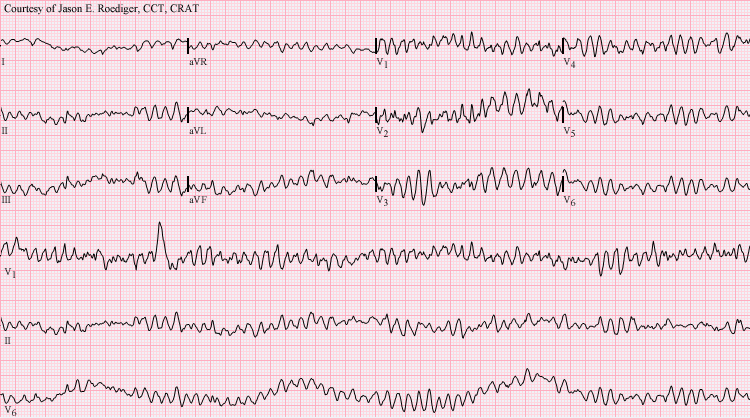
心電圖上可以看出的心律失常、心室颤动

心肌病早期的症狀可能很輕微，甚至沒有症狀。有些會是因為心臟衰竭而有呼吸困难、容易疲倦或腳部水肿的情形，可能會有心律不整或是昏厥的症狀。心肌病變也會增加心因性猝死的風險。
心肌病的症狀會包括疲倦、下肢腫脹以及呼吸困难。進一步的症狀包括：
- 心律失常
- 昏厥
- 頭暈

## 病因
心肌病變通常沒有明確的病因。增生性心肌病變通常是遺傳自父母，擴張性心肌病變則有三分之一是遺傳所致。擴張性心肌病變也可能是由酒精、重金屬、冠心症、吸食古柯鹼或病毒感染造成。限制性心肌病變可能和澱粉樣變性、血色素沉著病或某些癌症治療有關。心碎症候群是由非常極端的情緒或生理壓力所造成。
心肌病可分為只和心臟有關的，或是整體系統性失調的一部份，但兩者都會造成心血管死亡，或是漸進性的，和心臟衰竭相關的病症。若是因為其他病症導致心肌功能的障礙（例如冠狀動脈疾病、高血壓或是心瓣膜的異常），則不列在心肌病中。有些心肌病的病因仍不明，不過有些已識別出病因：例如酒精就是造成扩张型心肌病的病因，而藥物毒性及特定感染（例如丙型肝炎）也是心肌病的病因。 沒有治療的乳糜泻也會導致心肌病，在長時間的診斷後結果可能會完全不同。除了病因以外，目前也使用分子生物學以及基因學來識別不同的基因相關病因。
心肌病較臨床上的分類，如「肥厚型」、「擴張型」、「限制型」等，已經難以續用，因為有些病症在發展的過程中，可能同時會符合二種類型的條件。美國心臟協會目前的定義中，將心肌病分為一級和二級，前者只影響心臟，後者則是由其他身體部位的疾病所造成。此二類再依新的基因及分子生物學，進一步細分為不同的次分類。

## 機制
心肌病的症狀可能包括體力消耗後的呼吸短促、疲勞，足部、腿部或腹部腫脹，另也可能有心律不整和胸痛的症狀。
隨著分子技術進步，心肌病的病理生理學在細胞的層面上已有較多的了解。突變的蛋白質會擾亂收縮器（或機械力敏感的複合體）中的心臟功能。心肌的變化以及其細胞層面上的持續反應其造成的變化與突發性心因性死亡及其他心臟問題相關。

## 診斷

正常竇性心律/心電圖

在診斷過程中，會用以下的程序來確診是否有心肌病：
- 身體檢查
- 家族病史
- 血液檢查
- 心電圖
- 心臟超音波
- 心臟壓力測試
- 基因檢測

## 分型

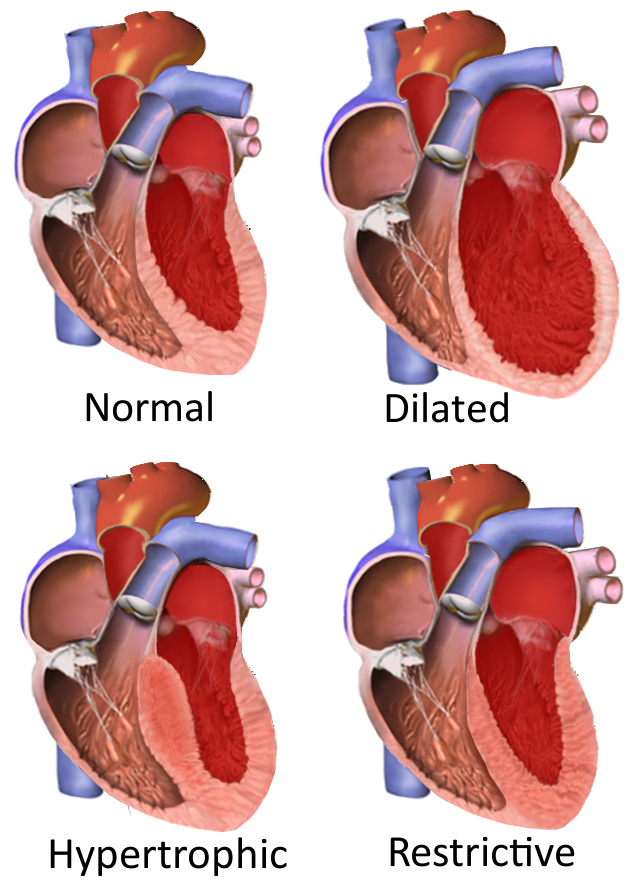
心肌病的結構性分類

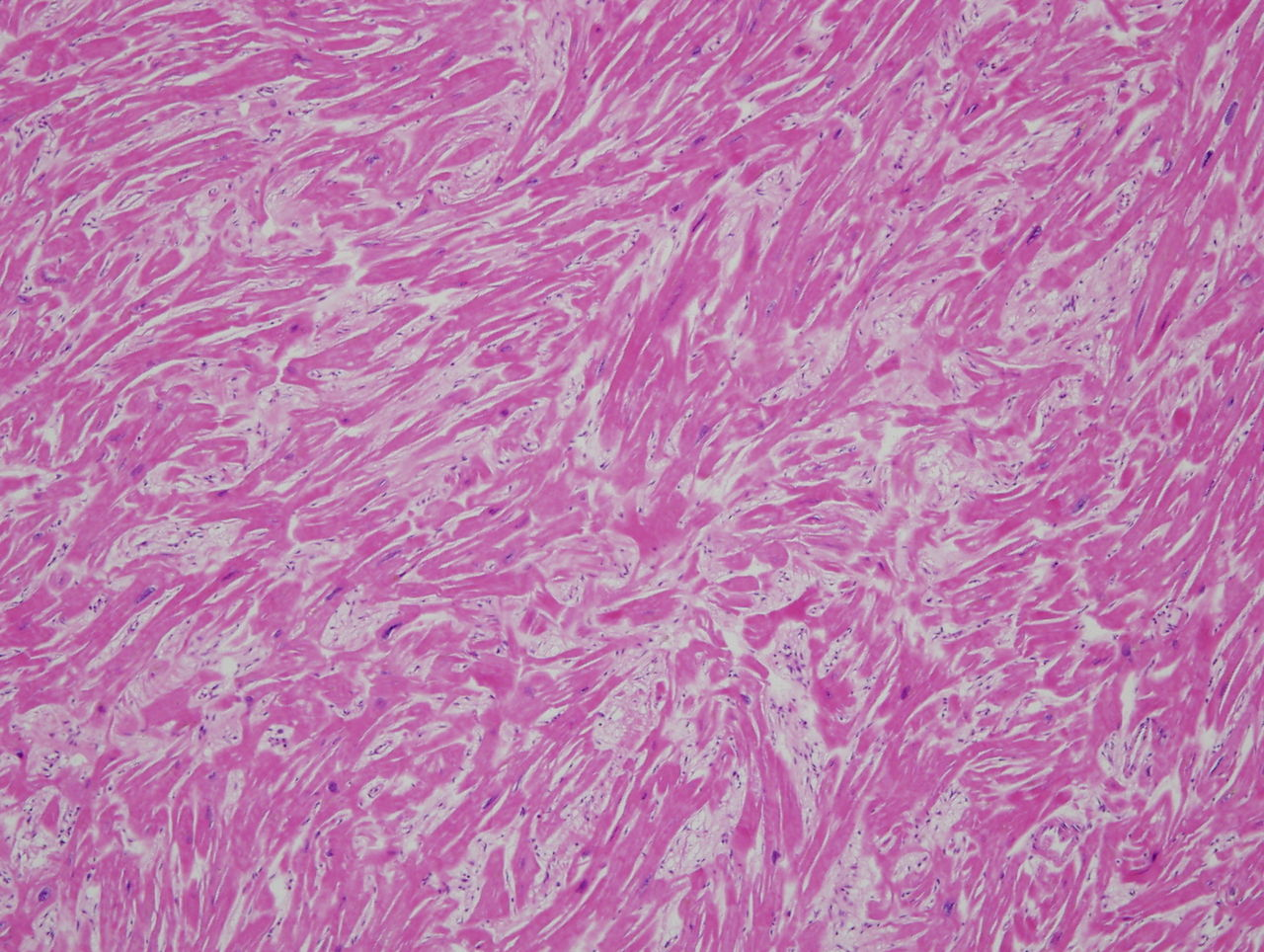
肥厚型心肌病之伊紅染色

心肌病變包括增生性心肌病變、擴張性心肌病變、限制性心肌病變、導致心律不整的右心室發育不全及心碎症候群增生性心肌病變是心臟肌肉變大且變厚，擴張性心肌病變是心室的腔室變大且無力。限制性心肌病變是心室壁硬化。
心肌病有幾種不同的分類標準：
- 原發性/內源性心肌病[23]
  - 遺傳性
    - 肥厚型心肌病
    - 致心律失常型右心室心肌病（英语：Arrhythmogenic right ventricular cardiomyopathy）（ARVC）
    - 孤立性左心室心肌緻密化不全
    - 離子通道病
    - 擴張型心肌病（DCM）
    - 限制型心肌病（英语：Restrictive cardiomyopathy）（RCM）

  - 後天性
    - 壓力性心肌病（英语：Stress cardiomyopathy）
    - 心肌炎：因為淋巴细胞及单核细胞滲入而導致的心臟組織損傷或發炎[24][25]
    - 嗜酸性粒細胞性心肌炎（英语：Eosinophilic myocarditis）：因為嗜酸性粒細胞滲入而導致的心臟組織損傷或發炎[24]
    - 缺血性心肌病（英语：Ischemic cardiomyopathy）[23]
- 繼發性/外在性心肌病[23]
  - 代謝/儲積
    - 法布瑞氏症
    - 血色沉著症（英语：hemochromatosis）

  - 心內膜 
    - 心內膜心肌纖維化（英语：Endomyocardial fibrosis）
    - 嗜酸性粒细胞增多症

  - 內分泌
    - 糖尿病
    - 甲狀腺功能亢進
    - 末端肥大症（英语：acromegaly）

  - 顎-心-臉症狀群 
    - 努南氏症候群

  - 神經肌肉性
    - 肌肉營養不良（英语：muscular dystrophy）
    - 遺傳性共濟失調症（英语：Friedreich's ataxia）

  - 其他因素
    - 肥胖相關之心肌病[26]

## 治療
治療是依照心肌病變的型式和嚴重度而定，治療方式包括改變生活型態、藥物或手術。在2013年時，罹患心肌病變和心肌炎的人數達到250萬人，其中每500人有一人是罹患增生性心肌病變，而擴張性心肌病變則是在2500人中有一人。同時，上述兩種心肌病變所造成的死亡人數，從1990年的294,000人上升到443,000人。導致心律不整的右心房發育不全則較常見於年輕族群。
心肌病的治療包括建議調整生活型態，以加強控制病症，另外治療也依心肌病的分類與病症的情況而定，但多數會包括投藥（保守的療法），心律過低者植入心律調節器，心律情況可能致死者使用去顫器，若有嚴重的心臟衰竭則採用心室輔助器（VAD），若是有複發性心律失常，無法透過藥物或是機械性心臟復律復原的，會採用燒蝕治療。治療的目的多半是在症狀的緩解，有些病患會需要心脏移植。

## 延伸閱讀
- Boudina, Sihem; Abel, Evan Dale. . Reviews in endocrine & metabolic disorders. 2010-03-01, 11 (1): 31–39. ISSN 1389-9155. PMC 2914514 . PMID 20180026. doi:10.1007/s11154-010-9131-7.
- Marian, A. J.; Roberts, Robert. . Journal of molecular and cellular cardiology. 2001-04-01, 33 (4): 655–670. ISSN 0022-2828. PMC 2901497 . PMID 11273720. doi:10.1006/jmcc.2001.1340.
- Acton, Q. Ashton. . Scholarly Editions. 2013. ISBN 978-1-481-68280-0.

## 外部連結
- 中的“心肌病”